# ملكة جمال العالم 1958
ملكة جمال العالم 1958  هي مسابقة ملكة جمال العالم الثامنة في تاريخ مسابقة ملكة جمال العالم منذ انطلاقتها عام 1951، عقدت المسابقة في 13 أكتوبر 1958 في مسرح لايسيوم في لندن ، المملكة المتحدة. شهد هذا العام تنافس 22 متسابقة على مسابقة ملكة جمال العالم. في نهاية الحدث توجت بينيلوبي كولين ، الذي مثلت جنوب أفريقيا. كانت تتوجها ملكة جمال العالم 1957 ، ماريتا ليندال ، فنلندا.

## النتائج

### المراكز النهائية
| النتائج النهائية      | المتنافسة |
| --------------------- | --- |
| ملكة جمال العالم 1958 | - جنوب أفريقيا - بينيلوبي كولين |
| الوصيفة الأولى        | - فرنسا - كلودين أوجيه |
| الوصيفة الثانية       | - الدنمارك - فيني انجمان |

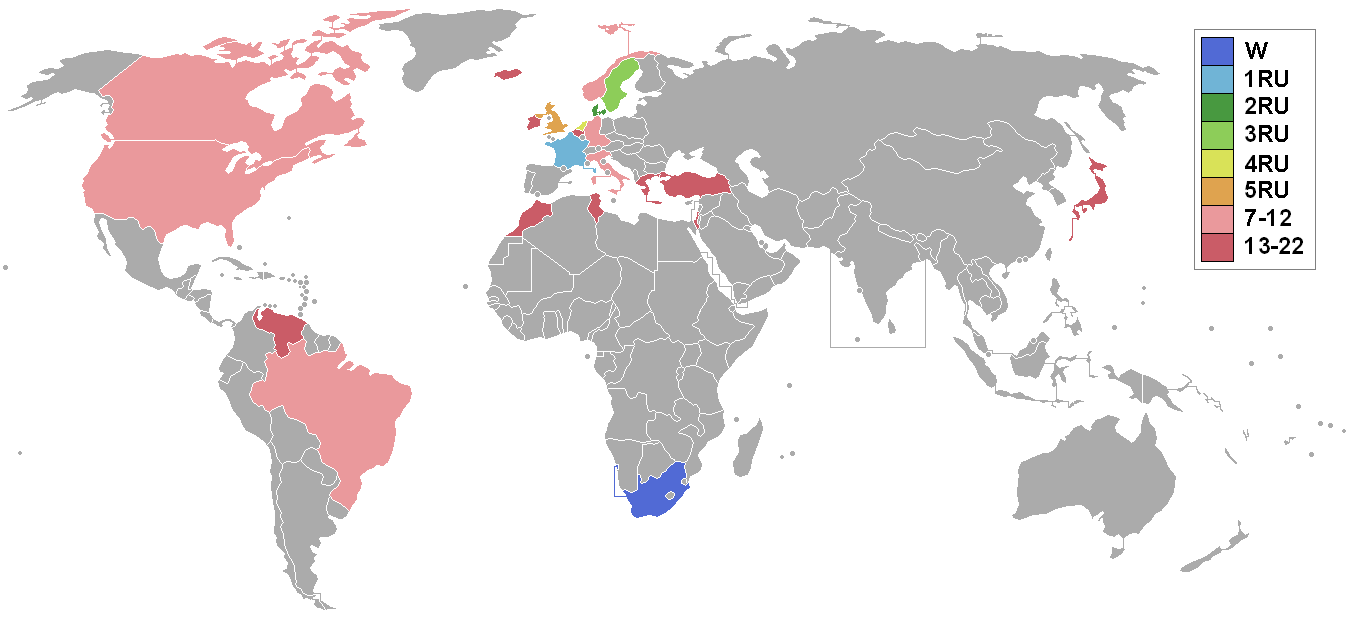
ملكة جمال العالم 1958 الدول المشاركة والنتائج

| الوصيفة الثالثة       | - السويد - هارييت مارغريتا فوغستروم |
| الوصيفة الرابعة       | - هولندا - لوسيان ستروف |
| الوصيفة الخامسة       | - المملكة المتحدة - إيلين اليزابيث شيريدان |
| أفضل 12               | - البرازيل - سونيا ماريا كامبوس - كندا - مارلين آن كيدي - ألمانيا - داغمار هيرنر - إيطاليا - إليزابيتا فيلينسكي - النرويج - أوسه كيلفيك - الولايات المتحدة - نانسي آن كوركوران |

## المتسابقات
- بلجيكا - ميشيل غوثلس
- البرازيل - سونيا ماريا كامبوس
- كندا - مارلين آن كيدي
- الدنمارك - فيني انجمان
- فرنسا - كلودين أوجيه
- ألمانيا - داغمار هيرنر
- اليونان - ماري بانوتوسفولو
- هولندا - لوسيان ستروف
- أيسلندا - هورديس سيغرفينسدوتير
- أيرلندا - سوزان ريدل
- إسرائيل - راشيل شافرير
- إيطاليا - إليزابيتا فيلينسكي
- اليابان - هيساكو أوكوسي
- المغرب - جوسلين لامبين
- النرويج - أوسه كيلفيك
- جنوب أفريقيا - بينيلوبي كولين
- السويد - هارييت مارغريتا فوغستروم
- تونس - دنيس اورلاندو
- تركيا - صناي أوسلو
- المملكة المتحدة - إيلين اليزابيث شيريدان
- الولايات المتحدة - نانسي آن كوركوران
- فنزويلا - إيدا مارغريتا بيري

## الروابط الخارجية
- موقع ملكة جمال العالم الرسمي